# Herman Li
Herman Li (kínaiul: 李康敏, átiratban: Lǐ Kang Mǐn. Született: 1976. október 3-án, Hongkongban.) egy brit-kínai zenész, a DragonForce által vált ismertté, mint gitáros.

## Játéka
Li-t legjobban a rock és annak összes alműfaja befolyásolja. Ezen felül sokszor utánozza a 80-as, 90-es évek arcade játékainak hangeffektjeit. Erre tökéletes példa a Through The Fire and Flames" (DragonForce), amiben többek között Pac-Manre hajazó effektek is vannak. Jellemzi még a hihetetlenül gyors tempó, és a whammy bar igen extrém használata. Mostanában elkezdte használni a Hot Hand módszert is, mellyel jobban tud videójáték hangokat szimulálni. Elmondása szerint nagyban befolyásolta őt John Petrucci gyors játéka.

## Felszerelés
Li egyedi, dedikált Ibanez E-gen gitárt használ. Ezelőtt az Ibanez S szériában lévő gitárok között válogatott. Speciális gitárjának nagyon sok újítása van, ezek nagyban elősegítik játékát.
A DragonForce albumokat egy Ibanez J Custom RG gitárral vették fel.

## Erősítők és egyéb felszerelések
- Korg DTR-2000 Guitar Tuner
- Rocktron All Access LTD Edition (installed on slide-out tray at the back, controlled by guitar tech)
- Source Audio – Hot Hand MIDI-EXP Controller
- Source Audio – Hot Hand Wah Filter (with Wireless Adapter (worn like a ring). Daisy chained to MIDI-EXP)
- Samson Synth 5 UHF Dual Wireless System
- Rocktron Patch Mate Loop 8 (for patching pedals parallel into the Prophesy II loop)
- Rocktron Prophesy II (x2)
- Dunlop Cry Baby DCR-2SR
- Rocktron Hush Pro
- Digitech GSP1101 (used only for extra effects. Attached to Hot Hand MIDI-EXP)
- Mesa Boogie Stereo 2:Fifty Power Amp (x2)
- Peavey JSX Speaker Cabinets

## Díjak
- Grammy Awards 2008 – Legjobb metál együttes – “DragonForce” jelölés
- Guitar World Reader’s Poll 2007 – Legjobb metál előadó
- Guitar World Reader’s Poll 2007 – Legjobb Riff
- Total Guitar Reader’s Poll 2007 – Legjobb szóló – “Through the Fire and Flames”
- Terrorizer Reader’s Poll 2006 – Legjobb együttes – “DragonForce”
- Terrorizer Reader’s Poll 2006 – Legjobb zenész
- Terrorizer Reader’s Poll 2006 – Legjobb koncert – “DragonForce”
- Guitar World Magazine – 50 leggyorsabb gitáros

## Fordítás
- Ez a szócikk részben vagy egészben  a   Herman Li című angol Wikipédia-szócikk fordításán alapul.  Az eredeti cikk szerkesztőit annak laptörténete sorolja fel. Ez a jelzés csupán a megfogalmazás eredetét és a szerzői jogokat jelzi, nem szolgál a cikkben szereplő információk forrásmegjelöléseként.